# 학생 비폭력 조정 위원회
학생 비폭력 조정 위원회(혹은 학생 비폭력 운동 조정 위원회, 줄여서 학생 비폭력 위원회, Student Nonviolent Coordinating Committee, SNCC)는 1960년대 미국의 민권 운동에 참여하는 학생들의 핵심 단체였다. 1960년에 노스 캐롤라이나 주 그린즈 버러와 테네시주 내슈빌에 있는 인종분리된 점심식당에서 학생 주도의 연좌농성에서 나온 위원회는 시민 분리와 아프리카계 미국인의 정치적 배제에 대한 직접 행동 문제를 조정하고 지원하고자 했다. 1968년 흑표당과의 합병이 중단된 후 학생 비폭력 위원회는 실질적으로 해산되었다. 그럼에도 불구하고 학생 비폭력 위원회는 그 짧은 존속기간 동안 아프리카계 미국인 공동체의 권한 강화에 대한 제도적, 심리적 장벽을 무너뜨린 데에 기여한 것으로 인정받고 있다.